# Jardin de rocaille de la maison Noble
Le jardin de rocaille de la maison Noble est un jardin situé dans la ville de Toulon, dans le département du Var, en région Provence-Alpes-Côte d'Azur.

## Histoire
Jean Noble, un entrepreneur, confie en 1898, l'aménagement d'un décor de rocaille ainsi que la construction d'un belvédère dans le jardin de sa résidence à Louis Bortiga.
Le jardin de rocaille en totalité comprenant : le mur en façade sur la rue Beaussier, la grotte d'entrée, l'escalier d'accès à la terrasse, la terrasse avec son mobilier, délimitée au nord par les bancs en ciment, le belvédère sont inscrits au titre des monuments historiques par arrêté du 29 octobre 2014.

## Description
Le belvédère en forme de tour ruinée, est un notable exemplaire d’architecture fissurée. Sur le toit-terrasse se trouve trois personnages interprétant des petits métiers dans la tradition provençale accueillent les visiteurs.